# XXVI Concurs de castells de Tarragona
El XXVI Concurs de Castells de Tarragona tingué lloc el diumenge 25 de setembre de 2016 a la plaça del Castell de Torredembarra i el dissabte 1 i diumenge 2 d'octubre del mateix any a la Tarraco Arena Plaça de Tarragona. Va ser el quaranta-novè concurs de castells de la història i la vint-i-sisena edició del concurs de castells de Tarragona, organitzat biennalment per l'Ajuntament de Tarragona. Va comptar amb la participació de les 42 colles millor classificades al Rànquing Estrella Concurs, que comptabilitza les actuacions realitzades des de l'1 de setembre de 2015 fins al 31 d'agost de 2016.
El 27 de maig, l'organització del concurs va fer pública la participació dels Xiquets de Hangzhou a la jornada de dissabte, tot esdevenint per primer cop a la història la primera colla de fora de Catalunya que hi participava. En paral·lel, aquell mateix dissabte al migdia es va celebrar a la Plaça de la Font tarragonina la Diada Internacional, amb la presència dels Xiquets Copenhagen, els Castellers de París, els Castellers of London i els Castellers d'Andorra.

## Resultats
| Resultat              |
| --------------------- |
| Descarregat (D)       |
| Carregat (C)          |
| Intent (I)            |
| Intent desmuntat (ID) |

LLEGENDA: f: castell amb folre, fm: amb folre i manilles, sf: sense folre, sm: sense manilles, fmp: amb folre, manilles i puntals, a: amb l'agulla o el pilar, fa: amb folre i l'agulla o el pilar, ps: aixecat per sota o per baix, *: amb penalització.
Aquesta és la classificació del XXVI Concurs de Tarragona. En negreta estan els castells que puntuen.
| Pos. | Colla                              | Dia      | Castells  | Castells  | Castells  | Castells  | Castells | Punts | Notes |
| Pos. | Colla                              | Dia      | 1a ronda  | 2a ronda  | 3a ronda  | 4a ronda  | 5a ronda | Punts | Notes |
| ---- | ---------------------------------- | -------- | --------- | --------- | --------- | --------- | -------- | ----- | --- |
| 1r   | Castellers de Vilafranca           | Dg. 2/10 | 3d10fm    | 2d8sf(c)  | 4d10fm    | 2d8sf(c)* | -        | 7.080 | Onzena vegada que els Castellers de Vilafranca guanyen el Concurs, i vuitena consecutiva. Primera vegada que descarreguen el 3d10fm a la TAP i primer 4d10fm descarregat de la seva història. |
| 2n   | Colla Jove Xiquets de Tarragona    | Dg. 2/10 | 5d9f      | 3d9fa     | 3d10fm(i) | 9d8*      | -        | 4.985 | Segona vegada que la Jove de Tarragona queda en segona posició al Concurs. Primer 3d9fa assolit a la TAP i primer descarregat de la història de la colla. Millor actuació de la colla.        |
| 3r   | Colla Vella dels Xiquets de Valls  | Dg. 2/10 | 4d10fm(c) | 3d10fm(i) | 4d9sf     | 3d9sf(id) | 3d9sf(i) | 4.530 | Primer 4d10fm de la Colla Vella a la TAP. |
| 4t   | Colla Joves Xiquets de Valls       | Dg. 2/10 | 5d9f*     | 3d10fm(i) | 2d9fm(i)  | 3d9f      | 4d9f     | 3.905 | Primer intent de 3d10fm de la Joves de Valls a Tarragona. |
| 5è   | Capgrossos de Mataró               | Dg. 2/10 | 3d9f      | 2d9fm     | 5d9f(i)   | 4d9f      | -        | 3.695 | Primer intent de 5d9f dels Capgrossos de Mataró. |
| 6è   | Castellers de Sants                | Dg. 2/10 | 3d9f      | 2d9fm     | 4d9f*     | -         | -        | 3.695 | |
| 7è   | Castellers de Barcelona            | Dg. 2/10 | 3d9f      | 4d9f*     | 4d8a      | -         | -        | 2.935 | |
| 8è   | Xiquets de Reus                    | Dg. 2/10 | 5d8       | 3d9f*     | 4d9f(id)  | 4d9f(id)  | 2d8f     | 2.510 | |
| 9è   | Xicots de Vilafranca               | Ds. 1/10 | 2d8f      | 3d9f(c)   | 5d8(c)    | -         | -        | 2.270 | Millor actuació de la seva història. Primera victòria de la Diada de dissabte a la TAP. Primer castell de 9 fora de Vilafranca.                                                               |
| 10è  | Xiquets de Hangzhou                | Ds. 1/10 | 3d9f      | 2d8f      | 4d9f(i)   | 4d8       | -        | 2.235 | Primera participació d'una colla asiàtica al Concurs de Tarragona. Primer castell de 9 en una jornada de dissabte del Concurs.                                                                |
| 11è  | Castellers de la Vila de Gràcia    | Dg. 2/10 | 4d9f      | 3d9f(i)   | 3d8       | 2d8f      | -        | 2.230 | |
| 12è  | Nens del Vendrell                  | Dg. 2/10 | 4d8a      | 3d9f(c)   | -         | 4d8       |          | 2.195 | |
| 13è  | Castellers de Sabadell             | Dg. 2/10 | 5d8       | 3d9f(c)   | 4d8       |           |          | 2.160 | |
| 14è  | Marrecs de Salt                    | Ds. 1/10 | 5d8       | 2d8f      | 7d8       |           |          | 2.035 | Millor actuació de la seva història. Primer 7d8 descarregat de la colla. |
| 15è  | Castellers de Sant Cugat           | Ds. 1/10 | 2d8f      | 5d8(id)   | 5d8**     | 7d8       | -        | 2.035 | Millor actuació de la seva història. Primer 7d8 descarregat de la colla. |
| 16è  | Moixiganguers d'Igualada           | Ds. 1/10 | 2d8f      | 4d8       | 3d8       | -         | -        | 1.635 | Igualen la millor actuació de la colla. |
| 17è  | Xiquets de Tarragona               | Dg. 2/10 | 3d9f*     | 4d9f(id)  | 4d9f(i)   | -         | 4d8      | 1.570 | Pitjor posició dels Xiquets de Tarragona al Concurs. |
| 18è  | Castellers de Terrassa             | Ds. 1/10 | 9d7       | 4d8       | 2d8f(c)   | -         | -        | 1.460 | |
| 19è  | Sagals d'Osona                     | Ds. 1/10 | 3d8       | 2d7       | 4d8       | -         | -        | 1.410 | |
| 20è  | Castellers de Sant Pere i Sant Pau | Ds. 1/10 | 2d7       | 3d8       | 4d8*      | -         | -        | 1.410 | |
| 21è  | Bordegassos de Vilanova            | Ds. 1/10 | 4d8       | 3d8(c)    | 2d7       | -         | -        | 1.345 | |
| 22è  | Colla de Castellers d'Esplugues    | Ds. 1/10 | 4d8       | 2d7       | 3d7ps     | -         | -        | 1.235 | |
| 23è  | Al·lots de Llevant                 | Ds. 1/10 | 5d7       | 2d7       | 4d7a      | 4d8       | -        | 1.205 | Primer 4d8 de la colla. |
| 24è  | Castellers de Lleida               | Ds. 1/10 | 2d7       | 4d8(id)   | 4d8*      | 5d7       | -        | 1.205 | Segon 4d8 descarregat de la temporada. |
| 25è  | Castellers de la Sagrada Família   | Ds. 1/10 | 3d7ps     | 4d8       | 5d7       | -         | -        | 1.100 | |
| 26è  | Xics de Granollers                 | Ds. 1/10 | 2d8f(i)   | 5d7       | 7d7       | 4d8       | -        | 1.055 | |
| 27è  | Castellers de Badalona             | Dg. 25/9 | 4d8*      | 5d7       | 7d7       | -         | -        | 1.055 | Primer castell de la gamma bàsica de 8 en una jornada de Torredembarra. Segona vegada que els Castellers de Badalona guanyen a Torredembarra. 1r 4d8 de la colla.                             |
| 28è  | Castellers del Poble Sec           | Ds. 1/10 | 2d7       | 7d7*      | 5d7*      | -         | -        | 1.035 | |
| 29è  | Colla Castellera de Figueres       | Dg. 25/9 | 5d7       | 2d7       | 4d7a      | -         | -        | 1.020 | Primer 2d7 descarregat de la colla. |
| 30è  | Castellers de Berga                | Ds. 1/10 | 7d7       | 4d8(c)    | 5d7       | -         | -        | 995   | Primer 4d8 carregat de la colla. |
| 31è  | Colla Jove de Castellers de Sitges | Ds. 1/10 | 5d7       | 4d8(c)    | -         | 7d7(c)    | -        | 955   | 1r 4d8 carregat fora de Sitges. |
| 32è  | Colla Castellera Jove de Barcelona | Ds. 1/10 | 7d7a      | 5d7a      | 5d7       | -         | -        | 955   | Primera participació en un Concurs de castells de Tarragona. Igualen la millor actuació de la colla.                                                                                          |
| 33è  | Xiquets del Serrallo               | Ds. 1/10 | 5d7       | pd6(i)    | 3d7a      | 4d7a      | -        | 845   | |
| 33è  | Carallots de Sant Vicenç del Horts | Dg. 25/9 | 4d7a      | 5d7       | 3d7ps(i)  | 3d7a      | -        | 845   | Primera participació de la colla en un Concurs. |
| 35è  | Minyons de l'Arboç                 | Dg. 25/9 | 7d7       | 5d7       | 4d7a(id)  | 4d7a(i)   | 3d7      | 805   | |
| 36è  | Castellers de Cerdanyola           | Dg. 25/9 | 3d7       | 5d7       | 3d7a      | -         | -        | 780   | |
| 37è  | Tirallongues de Manresa            | Ds. 1/10 | 2d7       | 4d8(id)   | 4d8(id)   | 5d7a(id)  | 5d7a     | 770   | |
| 38è  | Castellers d'Esparreguera          | Dg. 25/9 | 5d7       | 2d7(id)   | 2d7(i)    | 3d7       | 4d7      | 715   | |
| 39è  | Castellers de Castelldefels        | Dg. 25/9 | 3d7a(c)   | 3d7       | 5d7(id)   | 5d7(c)    | -        | 715   | |
| 40è  | Cast. de Caldes de Montbui         | Dg. 25/9 | 3d7       | 3d7a      | 4d7a(i)   | 4d7       | -        | 675   | |
| 41è  | Castellers del Riberal             | Dg. 25/9 | 3d7       | 4d7       | 4d7a(c)   | -         | -        | 660   | Primera participació de la colla en un Concurs. |
| 42è  | Nois de la Torre                   | Dg. 25/9 | 3d7       | 4d7       | 2d6(id)   | 2d6       | Pd5      | 565   | |
| 43è  | Xiquets de Vila-seca               | Dg. 25/9 | 3d7       | 4d7       | 4d7a(id)  | -         | 2d6      | 550   | Primera participació de la colla refundada en un Concurs. |
| 44è  | Matossers de Molins de Rei         | Dg. 25/9 | 3d7       | 4d7(id)   | 4d7*      | 2d6       | -        | 550   | |
| 45è  | C. Castellera Salats de Súria      | Dg. 25/9 | 2d7(i)    | -         | 3d7(id)   | -         | -        | 0     | |

## Normativa

### Taula de puntuacions
Aquesta taula és la que el jurat del XXVIè Concurs farà servir per puntuar les actuacions de les diferents colles per tal d'atorgar els corresponents punts i el resultat final. És també la taula utilitzada pel Rànquing Estrella Damm entre les dates 1/9/2015 i 31/8/2016, en què es computen els tres millors castells de les cinc millors actuacions, per saber les colles que tenen dret a participar en aquest certamen, és a dir, les 42 millors colles, dividides en tres dies: el 2 d'octubre les 12 primeres, l'1 d'octubre les 18 segones i el 25 de setembre les 12 terceres.
| Grup   | Subgrup | Castell | Punts carregat | Punts descarregat |
| ------ | ------- | ------- | -------------- | ----------------- |
| Grup 0 | sub 1   | 2de6    | 120            | 140               |
| Grup 0 | sub 1   | Pde5    | 135            | 155               |
| Grup 1 | sub 1   | 9de6    | 165            | 190               |
| Grup 1 | sub 1   | 4de7    | 175            | 200               |
| Grup 1 | sub 1   | 3de7    | 185            | 210               |
| Grup 2 | sub 1   | 3de7a   | 240            | 265               |
| Grup 2 | sub 1   | 4de7a   | 250            | 275               |
| Grup 2 | sub 2   | 7de7    | 250            | 290               |
| Grup 2 | sub 2   | 5de7    | 265            | 305               |
| Grup 2 | sub 3   | 7de7a   | 300            | 320               |
| Grup 2 | sub 3   | 5de7a   | 310            | 330               |
| Grup 2 | sub 3   | 3de7ps  | 315            | 335               |
| Grup 3 | sub 1   | 9de7    | 365            | 420               |
| Grup 3 | sub 1   | 2de7    | 385            | 440               |
| Grup 3 | sub 1   | 4de8    | 400            | 460               |
| Grup 3 | sub 2   | Pde6    | 425            | 485               |
| Grup 3 | sub 2   | 3de8    | 445            | 510               |
| Grup 4 | sub 1   | 7de8    | 550            | 635               |
| Grup 4 | sub 1   | 2de8f   | 580            | 665               |
| Grup 4 | sub 1   | Pde7f   | 610            | 695               |
| Grup 4 | sub 2   | 5de8    | 640            | 735               |
| Grup 4 | sub 2   | 4de8a   | 700            | 770               |
| Grup 4 | sub 2   | 3de8a   | 730            | 805               |
| Grup 4 | sub 2   | 7de8a   | 740            | 815               |
| Grup 4 | sub 3   | 5de8a   | 765            | 845               |

| Grup   | Subgrup | Castell | Punts carregat | Punts descarregat |
| ------ | ------- | ------- | -------------- | ----------------- |
| Grup 5 | sub 1   | 4de9f   | 920            | 1.055             |
| Grup 5 | sub 1   | 3de9f   | 965            | 1.110             |
| Grup 6 | sub 1   | 9de8    | 1.210          | 1.390             |
| Grup 6 | sub 2   | 3de8ps  | 1.325          | 1.460             |
| Grup 6 | sub 2   | 2de9fm  | 1.330          | 1.530             |
| Grup 6 | sub 2   | Pde8fm  | 1.395          | 1.605             |
| Grup 6 | sub 3   | 7de9f   | 1.465          | 1.685             |
| Grup 6 | sub 3   | 5de9f   | 1.515          | 1.740             |
| Grup 6 | sub 3   | 4de9fa  | 1.630          | 1.800             |
| Grup 6 | sub 3   | 3de9fa  | 1.680          | 1.855             |
| Grup 7 | sub 1   | 4de9sf  | 2.015          | 2.315             |
| Grup 7 | sub 1   | 2de8sf  | 2.080          | 2.395             |
| Grup 7 | sub 1   | 3de10fm | 2.130          | 2.450             |
| Grup 7 | sub 1   | 4de10fm | 2.215          | 2.550             |
| Grup 7 | sub 2   | 2de9sm  | 2.330          | 2.675             |
| Grup 7 | sub 3   | Pde9fmp | 2.445          | 2.810             |
| Grup 7 | sub 3   | 3de9sf  | 2.565          | 2.950             |

## Castells realitzats
La següent taula mostra la quantitat de vegades que s'ha intentat un castell i el resultat final que n'ha quedat. Si algun castell de la Taula de puntuacions no s'ha intentat, no es vaurà reflectit en aquesta taula.
| Castell     | 2d6 | Pd5 | 4d7 | 3d7 | 3d7a | 4d7a | 7d7 | 5d7 | 7d7a | 5d7a | 3d7ps | 9d7 | 2d7 | 4d8 | Pd6 | 3d8 | 7d8 | 2d8f | 5d8 | 4d8a | 3d9f | 4d9f | 9d8 | 2d9fm | 5d9f | 3d9fa | 4d9sf | 2d8sf | 3d10fm | 4d10fm | 3d9sf | TOTAL | Tant % |
| ----------- | --- | --- | --- | --- | ---- | ---- | --- | --- | ---- | ---- | ----- | --- | --- | --- | --- | --- | --- | ---- | --- | ---- | ---- | ---- | --- | ----- | ---- | ----- | ----- | ----- | ------ | ------ | ----- | ----- | ------ |
| Descarregat | 3   | 1   | 6   | 9   | 4    | 4    | 5   | 15  | 1    | 2    | 2     | 1   | 9   | 15  |     | 3   | 2   | 6    | 4   | 2    | 7    | 4    | 1   | 2     | 2    | 1     | 1     |       | 1      | 1      |       | 116   | 71%    |
| Carregat    |     |     |     |     | 1    | 1    | 1   | 1   |      |      |       |     |     | 2   |     | 1   |     | 1    | 1   |      | 3    |      |     |       |      |       |       | 2     |        | 1      |       | 15    | 9%     |
| Intent      |     |     |     |     |      | 3    |     |     |      |      | 1     |     | 2   |     | 1   |     |     | 1    |     |      |      | 2    |     | 1     | 1    |       |       |       | 3      |        | 1     | 16    | 10%    |
| Int. des.   | 1   |     | 1   | 1   |      | 1    |     | 1   |      | 1    |       |     | 1   | 3   |     |     |     |      | 1   |      |      | 3    |     |       |      |       |       |       |        |        | 1     | 15    | 10%    |
| TOTAL       | 4   | 1   | 7   | 10  | 5    | 9    | 6   | 17  | 1    | 3    | 3     | 1   | 12  | 20  | 1   | 4   | 2   | 8    | 6   | 2    | 10   | 9    | 1   | 3     | 3    | 1     | 1     | 2     | 4      | 2      | 2     | 161   | 100%   |

## Diada Castellera Internacional[3]
Aquesta diada va néixer per mostrar les realitats castelleres d'altres països i que elles tinguessin l'oportunitat de conèixer, la realitat de les colles de Catalunya. Així doncs, la primera diada internacional es va realitzar l'1 d'octubre del 2016, hores abans de l'inici de la primera jornada del XXVI Concurs de Castells, amb la presència de quatre colles estrangeres.
| Colla                  | Castells | Castells | Castells         | Castells        | Notes |
| ---------------------- | -------- | -------- | ---------------- | --------------- | --- |
| Colla                  | 1a ronda | 2a ronda | 3 ronda          | Ronda de pilars | Notes |
| Xiquets de Copenhaguen | 3de5a    | 2de5 (c) | 4de6 de germanor | Pde4ps          | |
| Castellers de París    | 3de6     | 4de6     | 4de6 de germanor | Pde4            | 4 de 6 de germanor de 2a ronda amb les seves colles padrines, Castellers de Lleida i Castellers del Poble Sec                        |
| Castellers of London   | 3de6     | 4de6     | 4de6 de germanor | Pde4            | |
| Castellers d'Andorra   | 2de6     | 5de6     | 4de6 de germanor | 2 Pde4ps        | En els dos pilars de 4 per sota simultanis. Uns d'ells s'ha descarregat i l'altre ha quedat en carregat al caure en la descarregada. |